# Amarapura
Amarapura (in birmano: အမရပူရ, pronunciato [ʔəməɹa̰pùɹa̰], lett. La città immortale; scritto anche come Ummerapoora) è un'ex capitale della Birmania e ora un sobborgo della città di Mandalay.

## Geografia
Il centro abitato di Amarapura è situato tra il fiume Irrawaddy a ovest e il lago Taungthaman a est.
A nord ovest si estende la città di Mandalay di cui Amarapura è diventata un sobborgo come risultato dell'espansione urbana. Più a sud lungo il corso del fiume si trovano le rovine dell'antica capitale Ava (Inwa).

## Storia
Divenne capitale nel 1793 quando Bodawpaya, sesto sovrano della Dinastia Konbaung, vi spostò la residenza su consiglio degli astrologi reali e con lo scopo di contrastare il karma negativo derivante dall'annegamento del pronipote Phaungkaza Maung Maung con lo scopo di conquistare il trono.
La corte venne quindi spostata da Ava, la capitale precedente e il palazzo reale smantellato e ricostruito ad Amarapura. Fu capitale del Myanmar per due volte durante il periodo della dinastia Konbaung, una prima volta dal 1783 al 1823 quando in seguito ad un devastante incendio la capitale venne di nuovo spostata ad Ava. Il sovrano Tharrawaddy Min rispostò la corte ad Amarapura, la città nel 1839 subì gravi danni a causa di un terremoto e venne infine soppiantata da Mandalay nel 1857.
È storicamente indicata come Taung-myo (città del sud) in relazione a Mandalay chiamata Myauk-myo.

## Monumenti e luoghi d'interesse
- Pahtodawgyi una pagoda risalente alla seconda metà del XIX secolo
- Pagoda Kyauktawgyi situata sulla sponda orientale del lago
- Ponte U Bein, un lungo ponte in legno che collega la città con la riva opposta del lago Taungthaman

Dell'antico palazzo reale rimangono alcune rovine e resti del lungo fossato e dei bastioni quadrangolari che lo circondavano, all'interno del quadrilatero si trovano i monumenti funebri dei sovrani Bodawpaya e del suo successore Bagyidaw.

## Economia
La cittadina è oggi nota per la tradizionale tessitura della seta  con cui vengono prodotti lussuosi longyi e la loro variante femminile htamein e per la fusione del bronzo con cui vengono realizzate statue del Buddha. È una popolare destinazione turistica per gite di un giorno da Mandalay.

## Galleria d'immagini

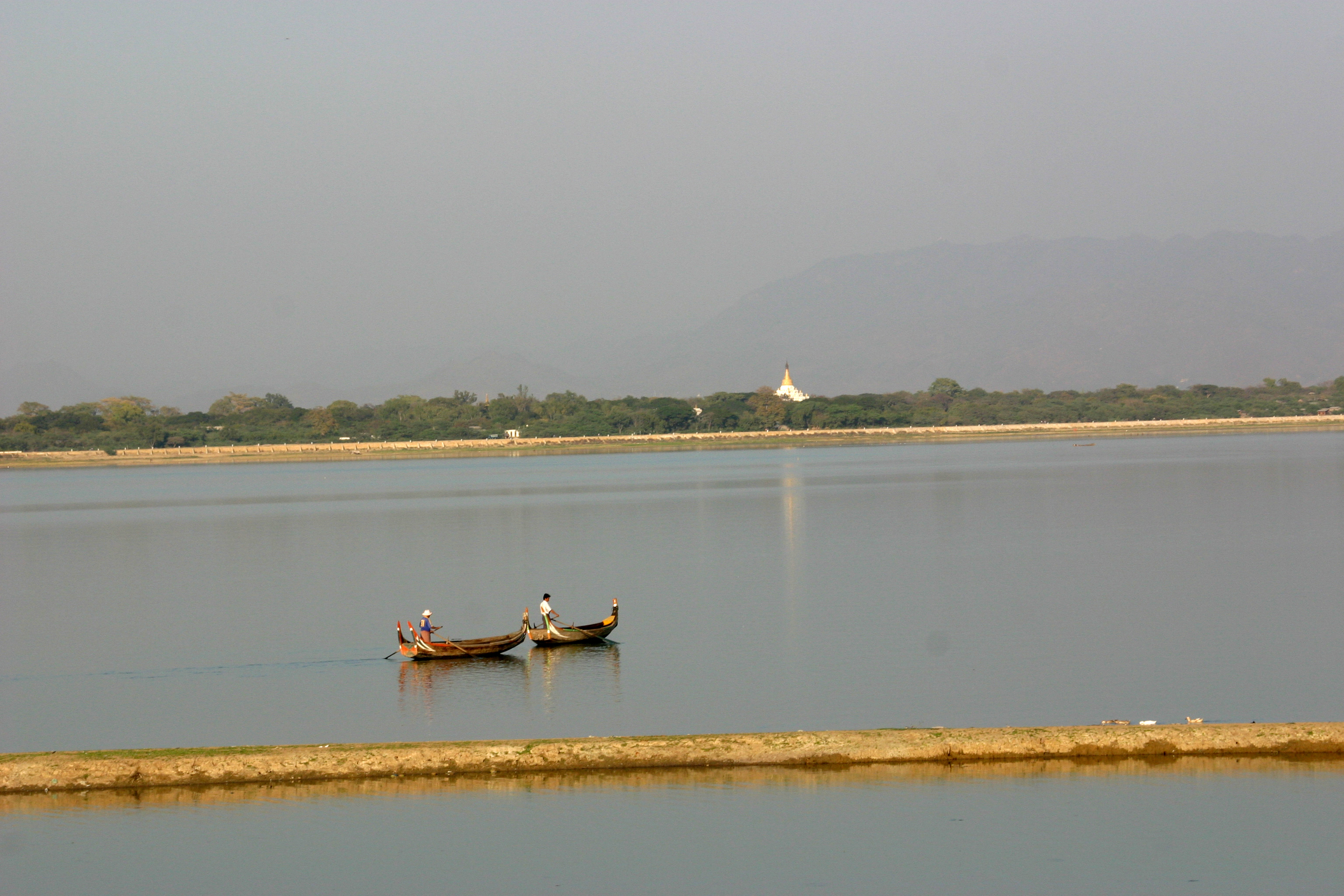
Lago Taungthaman
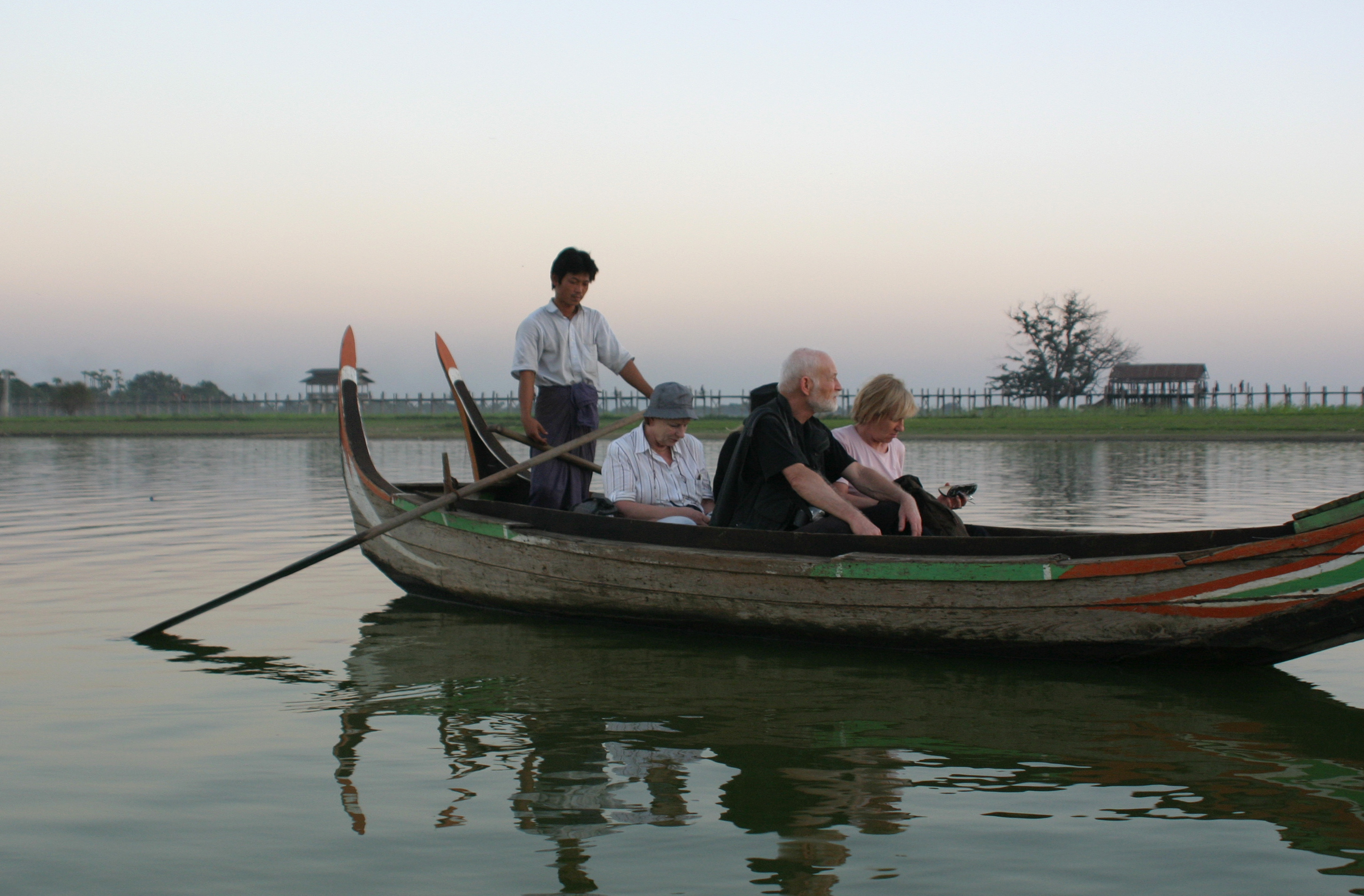
Lago Taungthaman
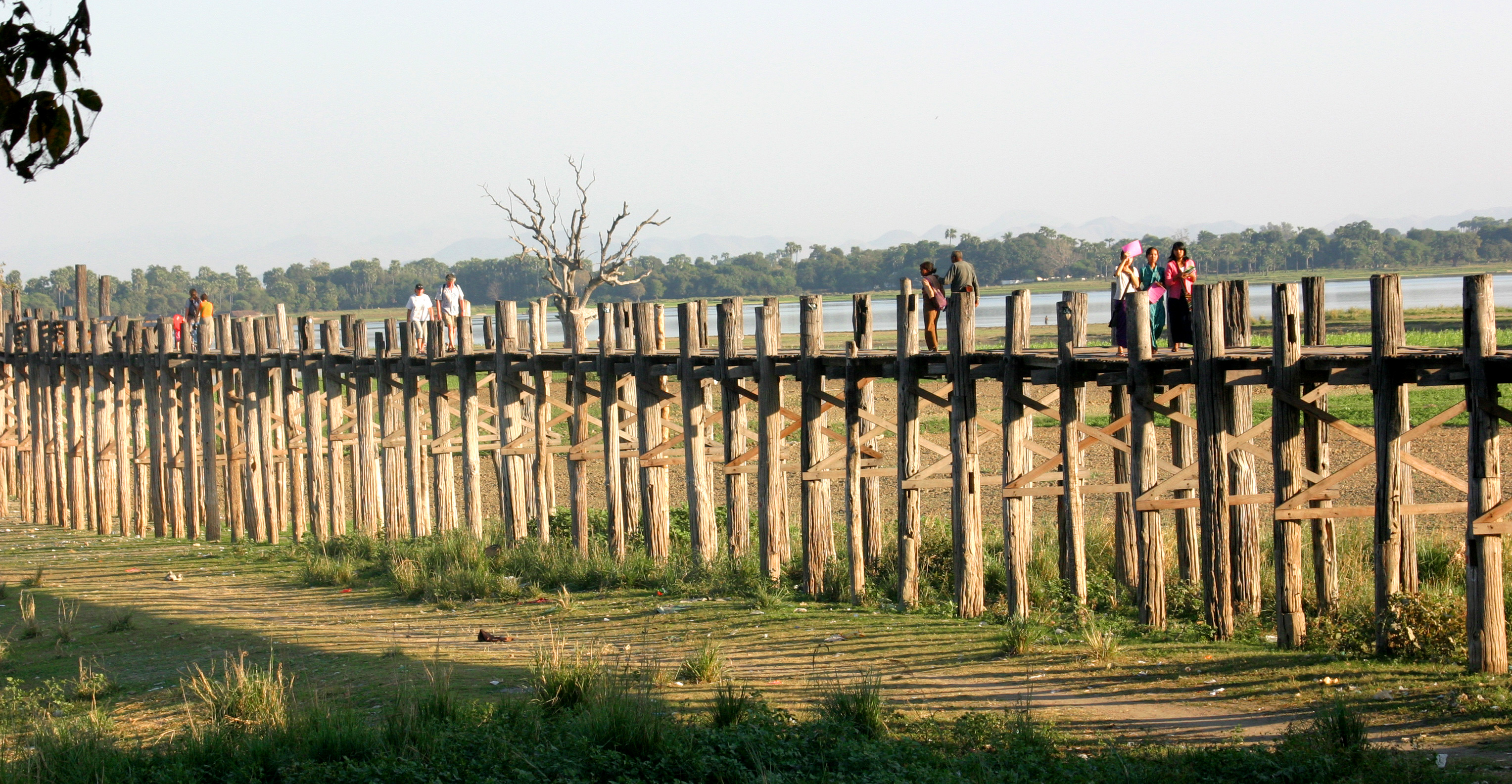
Ponte U Bein
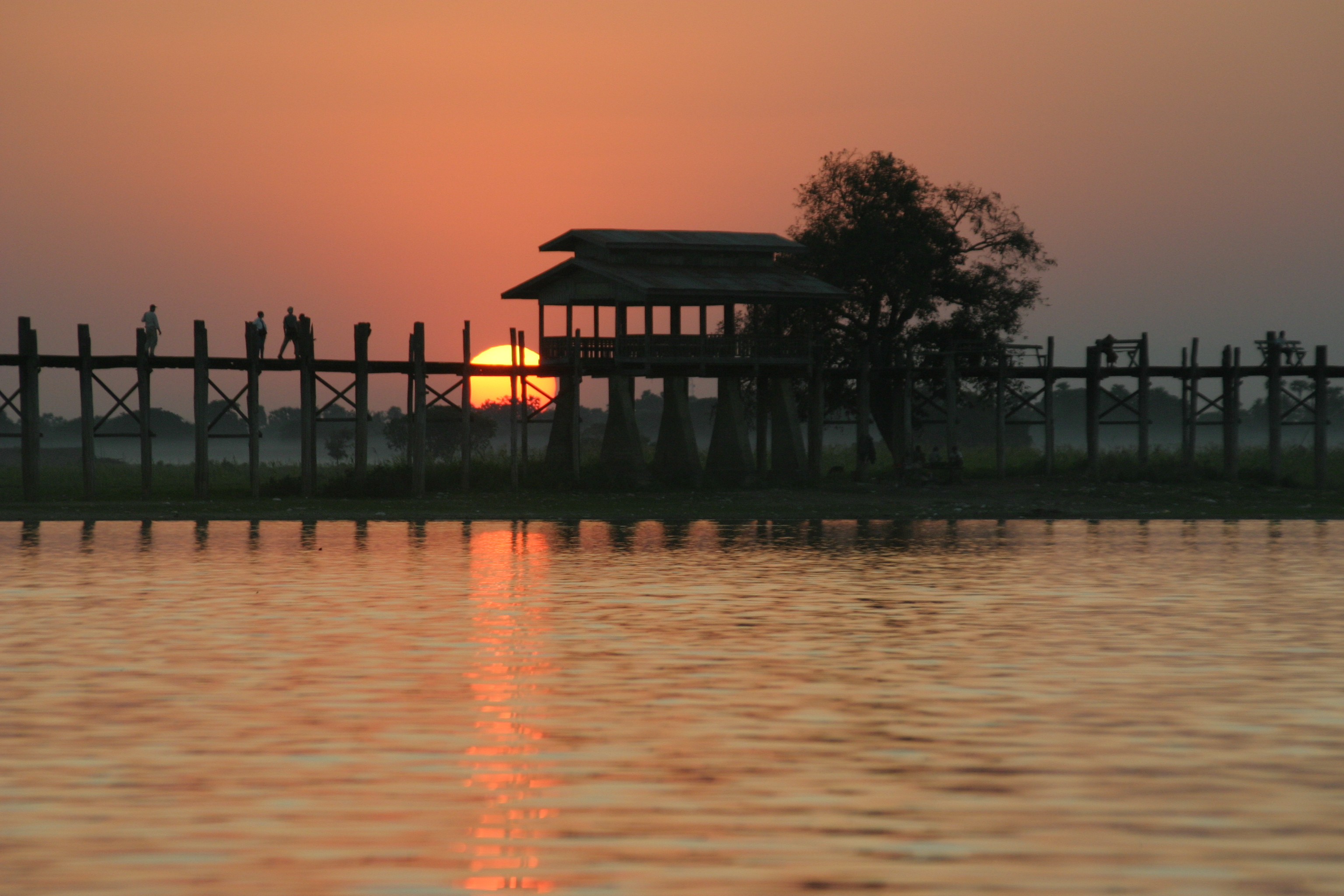
Ponte U Bein
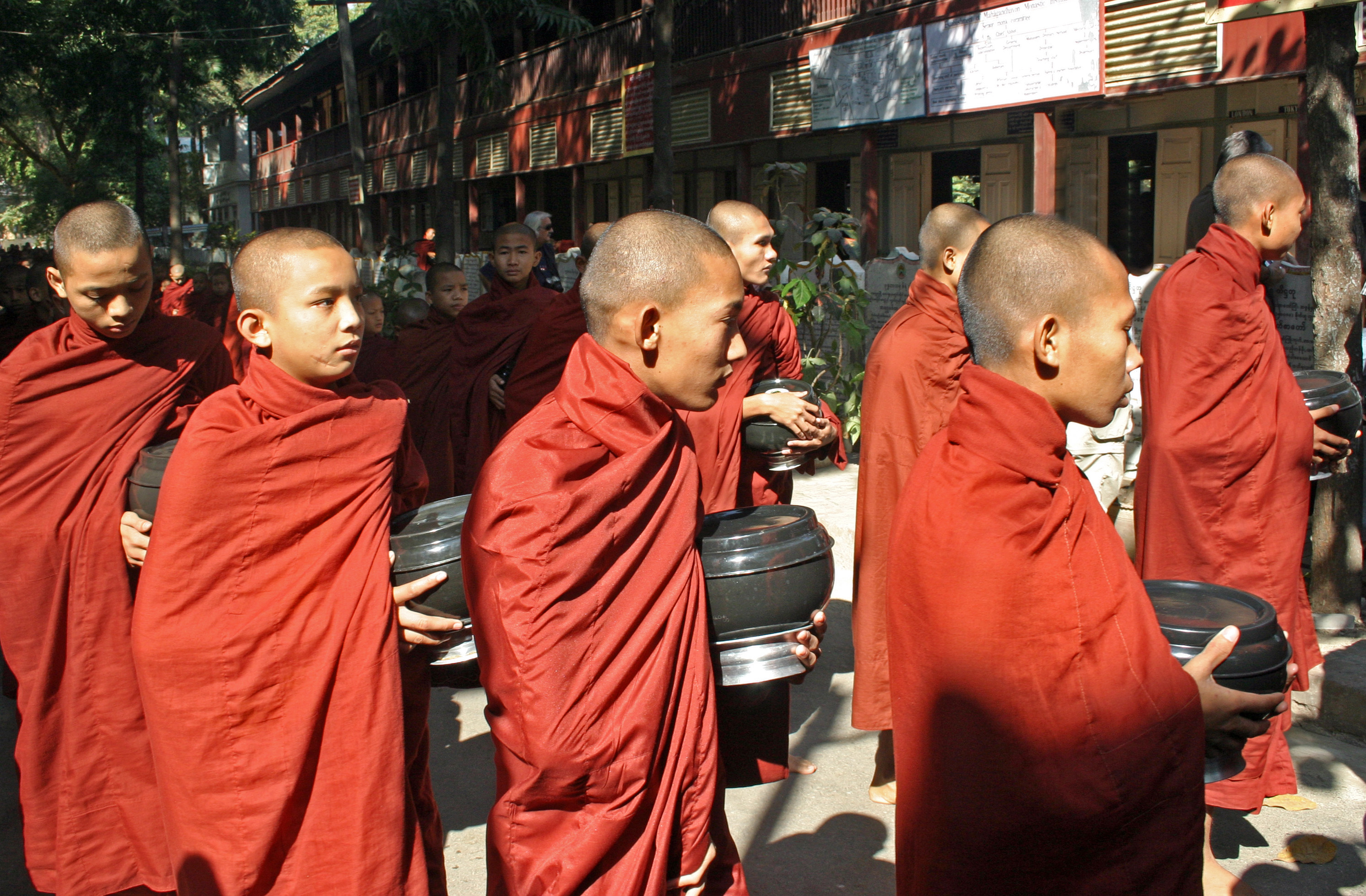
Mahagandhayon
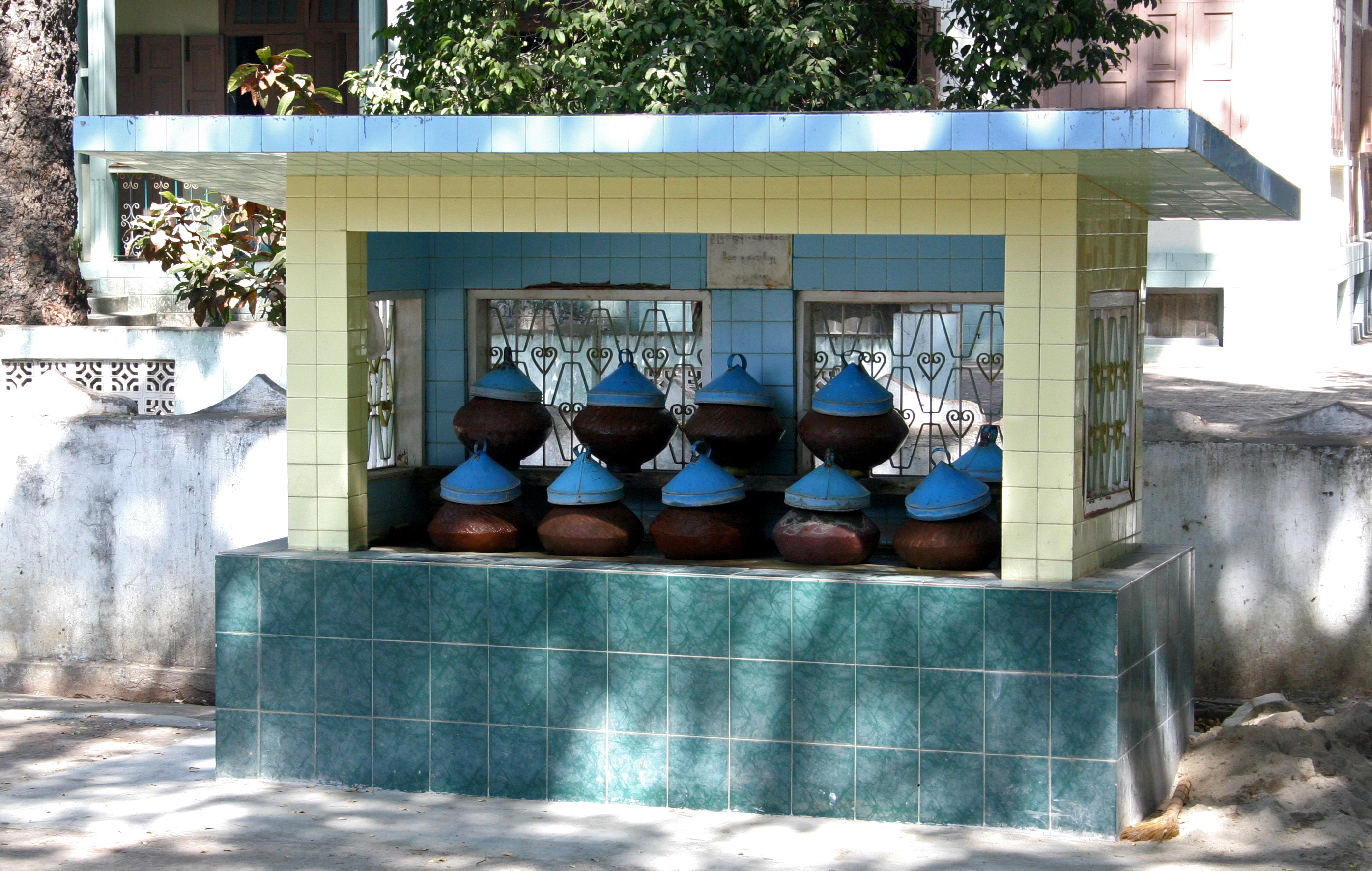
Mahagandhayon
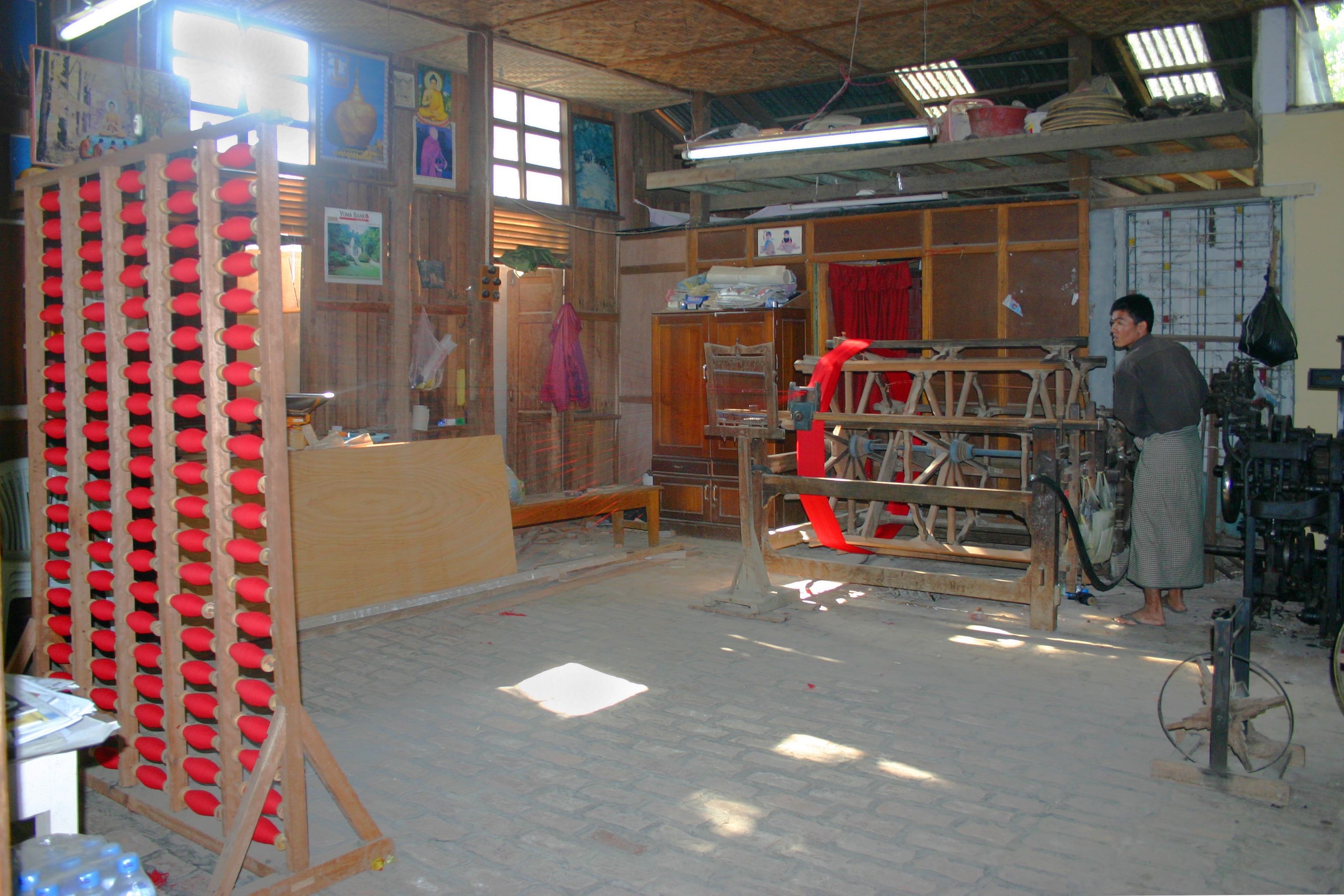
Filatura della seta
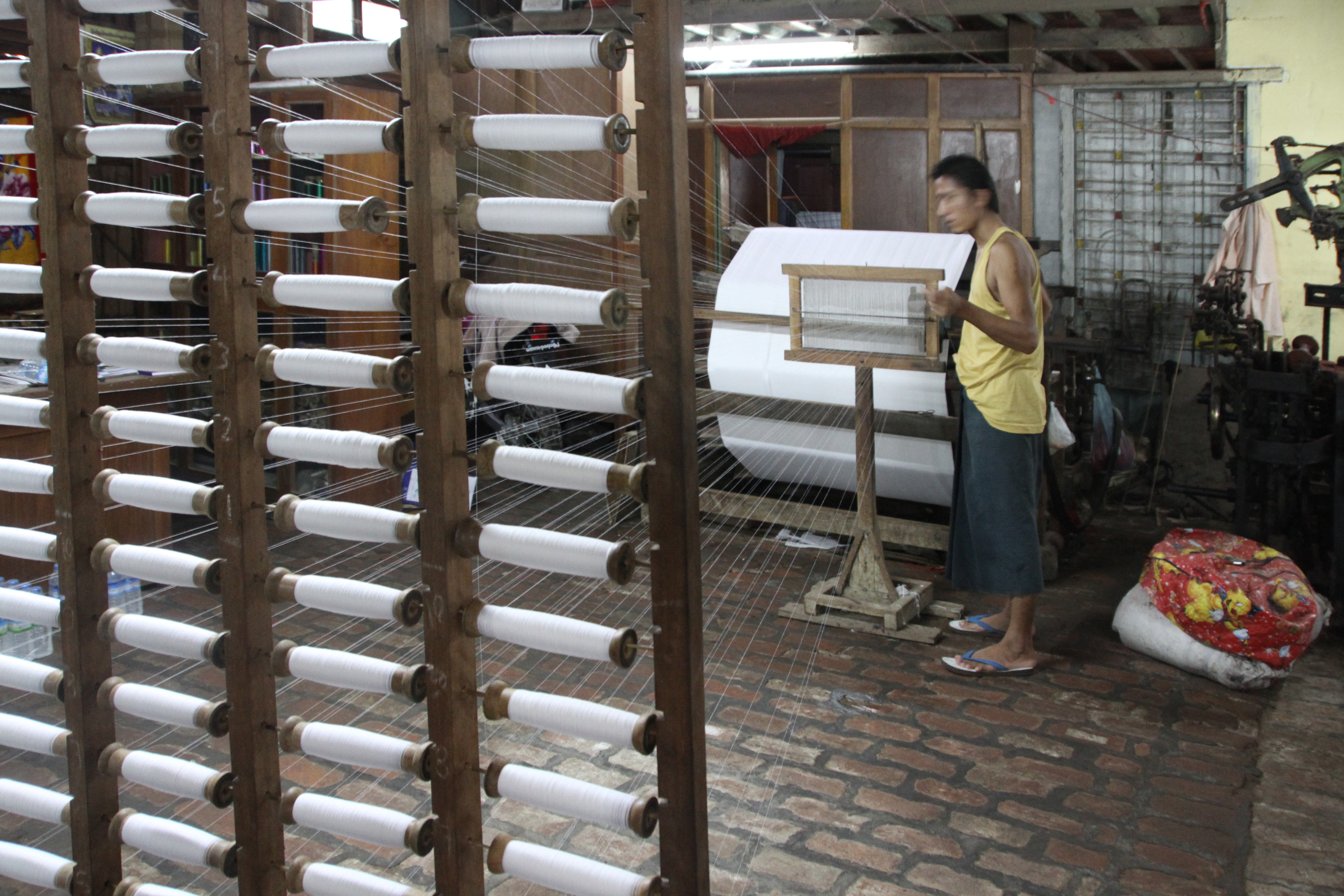
Filatura della seta
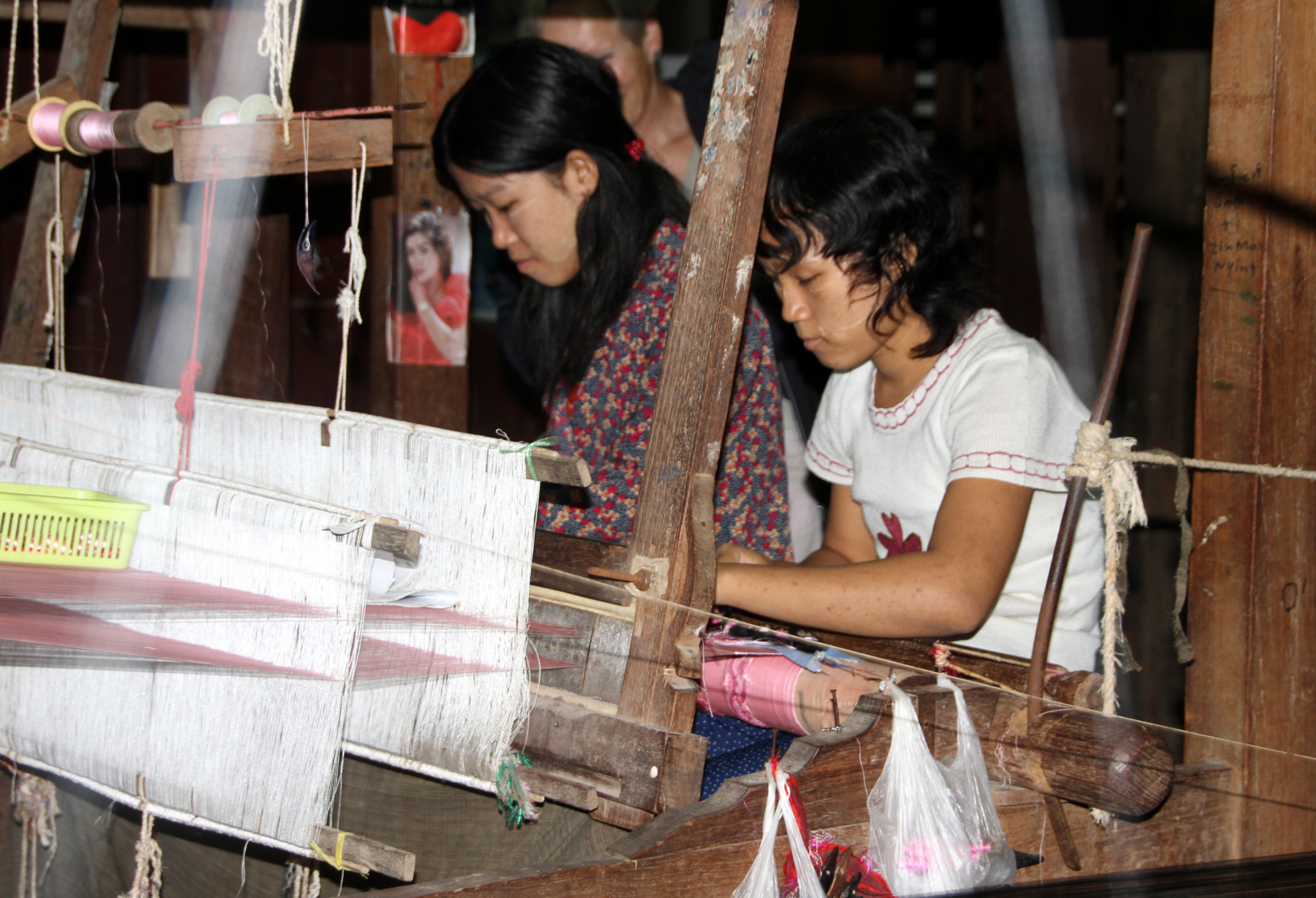
Tessitura della seta
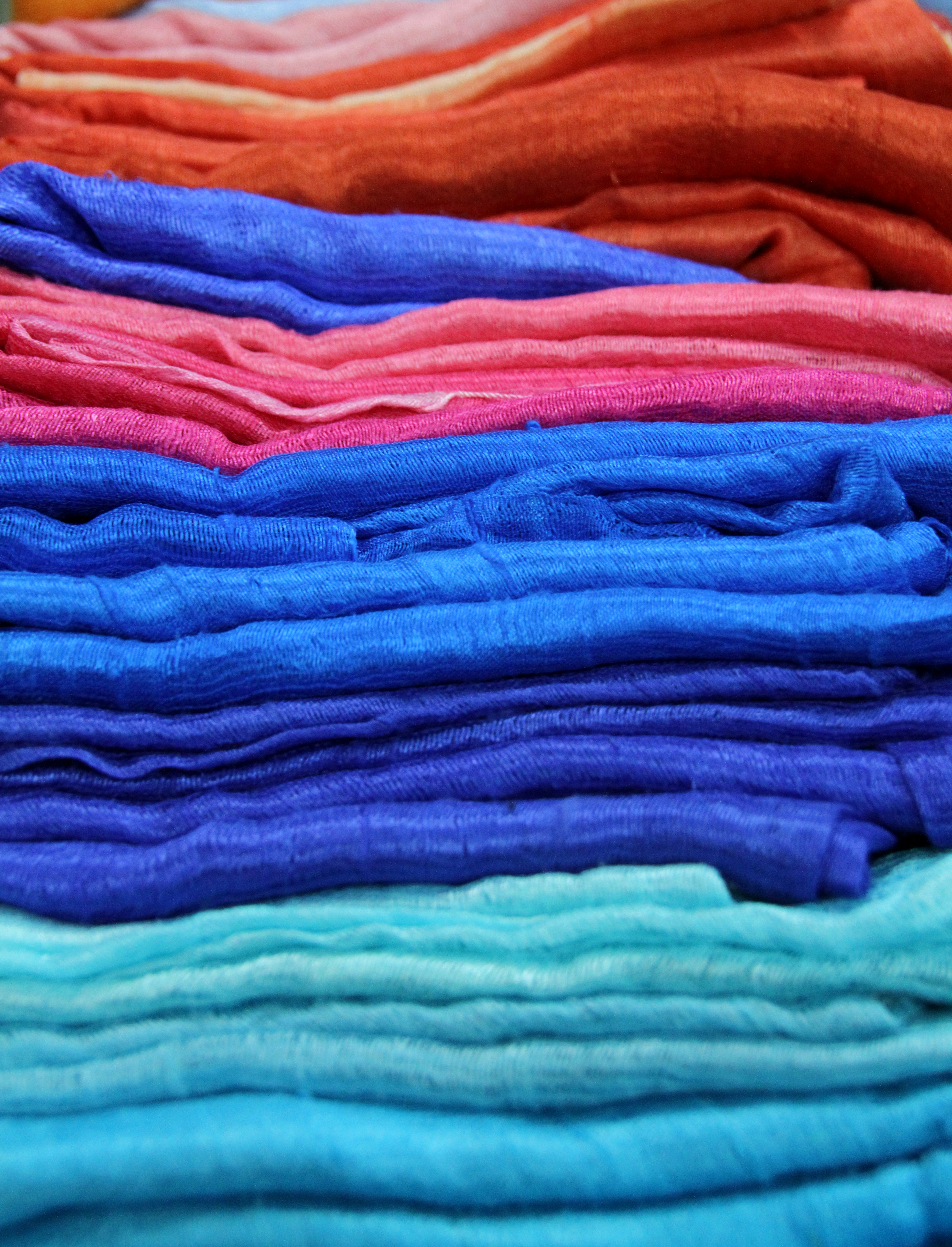
Sciarpe di seta